# رون یوهانسون
رون یوهانسون (انگلیسی: Rune Johansson; ۲۳ اوت ۱۹۲۰ – ۳۰ دسامبر ۱۹۹۸) بازیکن هاکی روی یخ اهل سوئد بود.